# Édouard Le Héricher
Édouard Le Héricher, né le 24 avril 1812 à Valognes et mort le 10 novembre 1890 à Avranches, est un archéologue et philologue français.

## Biographie
Licencié ès lettres, Le Héricher, après avoir été maître répétiteur au lycée de Caen et professeur aux collèges d’Alençon et d’Argentan, arriva, comme professeur de seconde, en 1839, à Avranches. Jouissant déjà d’une certaine réputation comme régent et comme écrivain, il reçut dans sa nouvelle résidence un accueil qui décida de la direction du reste de sa vie. Au nombre des amis de la première heure qui lui restèrent toujours fidèles, se trouvaient François-Théodore Gaudin de Saint-Brice, le sous-préfet de l’arrondissement, Gustave de Clinchamp, Président de la Société d’archéologie d’Avranches et disciple convaincu d’Arcisse de Caumont, le professeur de botanique à l’école centrale d’Avranches, Jean-Pierre Le Chevalier, le baron de Pirch, le fondateur de la Société archéologique d’Avranches, qui lui procura de très intéressants documents, et qui, en toutes circonstances, le soutint, l’encouragea et s’efforça de le mettre en évidence. Ce concours d’amitiés dévouées et de cordiales sympathies détermina Le Héricher, sans considération pour les chances d’avancement qu’on lui faisait entrevoir, à se fixer définitivement dans l’Avranchin dont il allait se faire l’archéologue et l’historien.
À peine nommé professeur, Le Héricher conçut l’idée de son grand travail sur l’Avranchin. Une fois sa résolution fut prise, il se mit immédiatement à l’œuvre et, parcourant à pied toutes les communes de cette région, en visita pour les décrire toutes les églises, signalant toutes les ruines, indiquant tous les camps anciens, les levées de terre, les mottes féodales, notant l’emplacement des chapelles disparues, esquissant la physionomie des châteaux et des simples logis. Pour élargir et illustrer son sujet, il évoqua, en outre, les souvenirs historiques du pays, raconta les vieilles légendes, recueillit fidèlement les dictons, les proverbes et les vieilles chansons. Au bout de quelques années, en sortit un ouvrage, qui n’était pas absolument un essai de statistique monumentale dans le genre de celle dont Arcisse de Caumont a donné un type pour le Calvados, mais le cachet personnel, qui différenciait l’ouvrage des publications du même genre, gagnait en intérêt et en agrément ce qu’il perdait peut-être en rigueur scientifique.
Les deux volumes dont l’Avranchin monumental et historique parurent en 1845 et 1846. Un appendice formant un troisième volume, collection de notes classées sous le nom des diverses communes auxquelles elles se rapportent auxquelles l’auteur a joint quelques courts mémoires sur la ville ou l’arrondissement d’Avranches, vint les compléter en 1865. Il fit ensuite paraître : le Mont Saint-Michel historique ; Histoire et description du Mont Saint-Michel, chez Charles Bourdon (d) en 1847, avec lithographies de Georges Bouet ; les Mielles et les dunes de la Manche ; les Insurrections populaires en Normandie pendant l’occupation anglaise, et quelques biographies sur Jean-Pierre Le Chevalier, le Président de la Société d’Archéologie Charles Mangon de La Lande et sur le général Du Rosel de Beaumanoir.
Examinateur du français au collège Victoria de Jersey depuis 1862, Le Héricher avait pu, en allant remplir à Saint-Hélier cette fonction tous les ans et visiter et étudier l’ile et ses sites pendant ses séjours annuels. En 1862, il publia un petit volume, à la fois historique et archéologique, avec des aperçus sur les mœurs, les habitudes de vie, le commerce et l’agriculture, intitulé : Jersey monumental et historique, édité à Saint-Hélier par John Patriarche Ahier, son ancien élève au collège d’Avranches.
Quelques années plus tard, Le Héricher se tourna vers la philologie, où il débuta, en 1858, par un Essai sur la flore populaire de Normandie et d’Angleterre. Cette publication rapidement épuisée fut suivie, en 1861, de la Normandie scandinave ou glossaire des éléments scandinaves du patois normand ; en 1870, du Glossaire étymologique des noms propres de France et d’Angleterre ; en 1871, de l’Histoire et glossaire du normand, de l’anglais et de la langue française ; Histoire et Glossaire de deux préfixes (1871) ; Philologie de la Flore scientifique et populaire de Normandie et d’Angleterre (1880) ; Étymologies familiales des noms de lieux de la Manche (1881) ; Glossaire germanique scandinave et hébraïque (1884) ; Histoire de la langue anglaise, Glossaire anglo-normand ou l’anglais ramené à la langue française (1883) ; les Étymologies difficiles ou celles que Littré a déclaré inconnues ou n’a pas bien résolues (1886). De tous ces travaux, le plus important est l’Histoire et glossaire du normand, de l’anglais et de la langue française d’après la méthode historique naturelle et étymologique, dont les trois volumes sont le développement d’un mémoire couronné par l’Académie de Rouen. L’introduction comprend un aperçu sur le caractère normand, un essai sur les origines de la langue anglaise, un légendaire normand et une histoire de la poésie populaire en Normandie. La Normandie scandinave, parue en 1861, est un glossaire des éléments scandinaves du normand.
Marié à une Irlandaise de la communauté britannique d’Avranches, Le Héricher fut d’abord le secrétaire puis, en 1880, le président de la Société d’archéologie d'Avranches, Mortain et Granville que, par ses sollicitations et ses démarches multipliées, il transforma radicalement. Il lui donna tout à la fois l’influence et le nombre, et elle ne comptait pas moins de 180 membres titulaires et 160 correspondants à sa mort. Cette société avait publié, Sous la direction de ses premiers présidents, quelques rares volumes de Mémoires. Sans abandonner ceux-ci, Le Héricher y joignit des Bulletins trimestriels constituant une Revue littéraire et historique de l’Avranchin. Grâce à ses nouvelles ressources, la Société put, sans rien demander à l’État, à la ville ou au département, encourager par l’acquisition de quelques tableaux, participer à des œuvres de bienfaisance et doter l’église Notre-Dame-des-Champs d’un vitrail destiné à rappeler aux nouvelles générations le passage et l’enseignement de Lanfranc. Le Héricher était également correspondant du ministère de l’Instruction publique et officier de l’Instruction publique.

## Publications
- « Étude esthétique sur deux compositions musicales de M. Bon de La Martre », Revue de l'Avranchin : bulletin de la Société d'archéologie, de littérature, sciences et arts d'Avranches et de Mortain, Avranches, J. Durand, vol. 2,‎ 1884, p. 158-164 (lire en ligne sur Gallica, consulté le 25 septembre 2022).
- Avranches et ses environs, son histoire et ses fêtes, Tétraméron, ou les Fêtes d’Avranches en 1861, Avranches, A. Anfray, [s. d.]
- Philologie de la flore scientifique et populaire de Normandie et d’Angleterre, Coutances, Salettes, 1883, viii-115, 1 vol. ; in-8° (lire en ligne sur Gallica).
- Étude philologique sur les sobriquets, dictons et proverbes de la Normandie, Avranches, H. Tribouillard, [s. d.].
- Les Étymologies difficiles, Avranches, H. Gibert, 1886.
- Glossaire étymologique des noms propres de France et d’Angleterre, ethnologie et familiation, Paris, Aubry, 1870, in-4° (OCLC 561552051, lire en ligne sur Gallica).
- Histoire de la langue anglaise, Paris, Aubry, [s. d.].
- Avranchin monumental et historique, Avranches, E. Tostain et H. Tribouillard, 1845-1865.
- Jersey monumental et historique, Jersey, Perrot et Ahier, 1862.
- Mont Saint-Michel, monumental et historique, Avranches, E. Tostain, 1846.
- Itinéraire descriptif et historique du voyageur dans le Mont Saint-Michel, Avranches, Lebel-Anfray, 1874.Ouvrage souventes fois réédité.
- Expéditions des Français contre les îles normandes d’après de nouveaux documents, Avranches, Tribouillard, 1861.
- Les Mielles et les dunes de la Manche, Avranches, Tribouillard, 1864.
- Normandie scandinave, ou Glossaire des éléments scandinaves du patois normand, Avranches, H. Tribouillard, 1861, 117 p., in-18 (OCLC 1176586293, lire en ligne sur Gallica).
- Histoire et glossaire du normand, de l'anglais et de la langue française d’après la méthode historique, naturelle et étymologique, t. 1, Paris ; Avranches, Aubry ; Anfray, 1862 (OCLC 634329831, lire en ligne).
- Glossaire étymologique anglo-normand ou l’anglais ramené à la langue française, Avranches, J. Durand, 1884.
- Littérature populaire de Normandie, Avranches, H. Gibert, 1884.
- Philologie topographique de la Normandie, Caen, A. Hardel, 1863.
- Histoire et glossaire de deux préfixes ["gwal, bis"] dans les patois, le vieux français et le français, Paris, Maisonneuve, 1883.
- Étude scientifique sur M. Mangon-Delalande : lue à la Société d’archéologie d’Avranches, dans la séance de décembre 1847, Avranches, Tostain, 1848, 15 p., in-8° (OCLC 1143090966, lire en ligne sur Gallica).
- Notice biographique sur M. J.-P. Le Chevalier : lue à la Société archéologique d’Avranches, dans sa séance du 7 avril 1842, Avranches, E. Tostain, 1842, in-8° (lire en ligne sur Gallica).
- Bibliographie normande, Avranches, E. Tostain, 1847, 10 p., in-8° (OCLC 457955449, lire en ligne sur Gallica).
- Histoire d’Avranches, Paris, Res universis, 1990.

## Sources bibliographiques
- Eugène de Robillard de Beaurepaire, « Notice biographique sur M. Édouard Le Héricher, président de la Société d’archéologie d’Avranches », Revue de l'Avranchin et du pays de Granville, t. 6, Avranches, Jules Durand, 1892.
- Eugène de Robillard de Beaurepaire, Notice biographique sur M. Édouard Le Héricher, président de la Société d’archéologie d’Avranches, Caen, H. Delesques, 1893, 20 p., in-8° (OCLC 456915911, lire en ligne).